# NGC 3515
NGC 3515 is een spiraalvormig sterrenstelsel in het sterrenbeeld Kleine Leeuw. Het hemelobject werd op 20 april 1882 ontdekt door de Franse astronoom Édouard Jean-Marie Stephan.

## Synoniemen
- UGC 6139
- MCG 5-26-44
- ZWG 155.55
- IRAS11018+2829
- PGC 33467